# Norma Galán
Norma Galán (Buenos Aires, 13 de marzo de 1917 - 4 de noviembre de 2021) fue una cancionista argentina de la primera mitad del siglo XX.

## Carrera
Norma Galán fue una notable cancionista que con su característico timbre y clara voz endulzó algunas emisoras durante varios años interpretando lucidos tangos. En febrero de 1935 debuta profesionalmente  en Radio Cultura . Participó en una fiesta echa a periodistas famosos del momento en una celebración en la que participaron celebridades como Emilio Kartulovich, director de la "Revista Sintonía", la cancionista Tita Vidal, Liana, Vicente de la Vega, jefe de esta sección, y Buchino, redactor de "Revista Antena". 
Tuvo su época de esplendor durante la década de 1930, como otras cantantes como Maruja Pacheco Huergo, Libertad Lamarque, Argentina Rojas, Azucena Maizani, Audelina Suárez, la española Zita Nelson y Mercedes Simone, entre muchas otras.
En la década del 1940 abandonó el canto para dedicarse enteramente a su familia.